# Teucrium cossonii
Teucrium cossonii es una especie de planta herbácea de la familia Lamiaceae, endémica de las Islas Baleares (España).

## Descripción
Arbusto erecto de 12-35 cm de alto. los tallos son ascendentes, a veces algo tortuosos, con pelos cortos muy ramificados, con ramas cortas. Las hojas, de 16-29 por 1,5-3,5 mm, son variables a lo largo del tallo, lanceoladas, lanceolado-lineares o lineares, onduladas o crenadas en el tercio superior, a veces enteras, solo con el margen revoluto o revolutas, con haz verde-grisácea o gris, con envés blanquecino, fasciculadas, curvas, erecto-patentes u horizontales, pulverulentas, con pelos ramificados finos, papilosos. La inflorescencia tiene  2-2,5 por 3,5-4 cm y es bien diferenciada, contraída en el extremo del tallo, voluminosa, en racimo o panícula corta, con 3-5 cabezuelas densas, esféricas, deprimidas, ovoides o espiciformes, con pedúnculos más cortos que la cabezuela. Las brácteas son pecioladas, ovado-lineares o lineares, cuneadas; las bractéolas inferiores, con pecíolo más largo que la lámina, son ovado-lanceoladas o lineares, planas, enteras, tan largas como la flor. Las flores son cortamente pecioladas, las inferiores deflexas, las centrales horizontales, las superiores erectas. El cáliz tiene 6(8) mm y es tubular, estrecho, irregular, blanquecino o rojizo en el tercio superior, con pelos ramificados, cortos, con dientes de cerca de 1 mm, planos, triangular-agudos, los inferiores acuminados, con-duplicados, con pelos simples, largos, flexuosos en el margen. La corola, de 8-10 mm, es unilabiada, de color púrpura con el tubo de 3 mm, recto, más estrecho que el tubo del cáliz; los lóbulos latero-posteriores son subtruncados, bien diferenciados, lobulados, ciliados; los laterales ovado-lanceolados de margen posterior revoluto e insertos en la garganta y el lóbulo central, de 2 por 1 mm, es espatulado con garganta, cóncavo. Los frutos son núculas de 2,5-3 por 1-1,5 mm, subglobosas, reticuladas, de color negro. El número de cromosomas es de:  2n = 26.

## Hábitat y distribución
Roquedos, laderas pedregosas, pinares y matorrales cercanos al mar; crece a altitudes entre 30 y 1000 m. Florece de mayau hasta agosto. 
Es un endemismo de las Islas Baleares, excluida Menorca.
Existe variaciones morfólogicas entre las poblaciones de las islas: las  de Ibiza presentan en general inflorescencia de más o menos 3 cm, espiciforme (T. cossonii subsp. punicum); las del islote de Es Vedrà (Ibiza) muestran una inflorescencia casi 2 veces más larga que ancha (T. polium f. vedranense). En Mallorca puede haber introgresión de Teucrium capitatum.

## Taxonomía
Teucrium cossonii fue descrita por D.Wood y publicado en Botanical Journal of the Linnean Society 65(2): 261, en el año 1972.
Etimología
Teucrium: nombre genérico que deriva del Griego τεύχριον, y luego el Latín teucri, -ae y teucrion, -ii, usado por Plinio el Viejo en Historia naturalis, 26, 35 y  24, 130, para designar el género Teucrium, pero también el Asplenium ceterach, que es un helecho (25, 45). Hay otras interpretaciones que derivan el nombre de Teucri, -ia, -ium, de los troyanos, pues Teucro era hijo del río Escamandro y la ninfa Idaia, y fue el antepasado legendario de los troyanos, por lo que estos últimos a menudo son llamados teucrios. Pero también Teucrium podría referirse a Teûkros, en latín Teucri, o sea Teucro, hijo de Telamón y Hesione y medio-hermano de Ajax, y que lucharon contra Troya durante la guerra del mismo nombre, durante la cual descubrió la planta en el mismo período en que Aquiles, según la leyenda, descubrió la Achillea.
cossonii: epíteto otorgado en honor de Ernest Saint-Charles Cosson, botánico francés del siglo XIX (1819-1889) que estudió numerosas especies del Mediterráneo, en particular de África del Norte.
Sinonimia
- Teucrium cossonii subsp. punicum Mayol & al.
- Teucrium polium subsp. cossonii (D.Wood) O.Bolòs & Vigo
- Teucrium polium f. cossonii (D.Wood) O.Bolòs & Vigo
- Teucrium polium var. pulverulentum Barceló
- Teucrium pulverulentum (Barceló) Rouy[6]